# Senaspis melanthysana
Senaspis melanthysana är en tvåvingeart som först beskrevs av Speiser 1913.  Senaspis melanthysana ingår i släktet Senaspis och familjen blomflugor. Inga underarter finns listade i Catalogue of Life.